# Pilea microrhombea
Pilea microrhombea är en nässelväxtart som beskrevs av Ignatz Urban. Pilea microrhombea ingår i släktet pileor, och familjen nässelväxter. Inga underarter finns listade i Catalogue of Life.